# The Rasmus
The Rasmus је финска рок група основана 1994. године у главном граду Финске Хелсинкију. Оснивачи групе су били Лаури Илонен (вокал и текстописац), Еро Хејнонен (бас гитара), Паули Рантасалми (гитара) и Јане Хеисканен (бубњеви). Јане је напустио бенд 1998. а на његово место је дошао Аки Маркус Хакала. Бенд је основан као Rasmus али су 2001. променили име да би се избегле сличности са шведским ди-џејом истог имена.
Светску славу су стекли албумом из 2003. Dead Letters који је имао златни и платинасти тираж у неколико земаља, а сингл "In the Shadows" је био на водећим позицијама многих светских топ-листа.
The Rasmus је једна од најуспешнијих финских музичких група свих времена, која је широм света продала преко 3,5 милиона албума, и освојила бројне међународне награде у виду златних и платинастих дискова. До сада је бенд објавио 7 студијских албума, 2 албума компилација и 24 сингла.

## Историјат групе
Лаури, Еро и Паули су бенд основали као тинејџери средњошколци и тада су имали и први наступ на коме су изводили песме од Нирване и Металике. Првобитно име бенда је било Sputnik, затим Anttila да би се на крају одлучили за садашње име.
У децембру 1995. су захваљујући менаџеру Теџи Котилаинену снимили први демо албум под именом 1st на коме су се налазиле четири песме, и који им је донео и уговор са продуцентском кућом Warner Music Финска. Тај албум који је рађен у поп-рок стилу је био право освежење у јеку популарности готик музике и издвојио их је из масе.
Први комплетан албум под називом Peep, објављен је у мају 1996. године само на подручју Финске, а већ пар месеци касније је остварио златни тираж у Финској. Чланови бенда, који су у у то време имали свега по 16 година су у сврхе промоције албума одрадили преко сто концерата широм Финске, али и у Русији и Естонији.
По повратку са прве промо турнеје момци су започели посао на новом албуму. Као претходница другом студијском албуму објављена су три промо сингла «Kola», «Playboys» и «Blue» од којих је последњи остварио златни тираж. Други студијски албум под именом Playboys објављен је у августу 1997. и убрзо је остварио статус златног у Финској, а група је на годишњој додели финских музичких награда освојила награду за најбољи нови музички састав. Убрзо по објављивању албума одржали су први велики концерт у каријери на Олимпијском стадиону у Хелсинкију пред око 40.000 људи.
Трећи албум објављен је годину дана касније, у септембру 1998. и носио је назив Hell of a Tester а песма Liquid је проглашена за најбољу песму на територији Финске у 1998. години, док је спот за исту песму ушао међу 40 најбољих на МТВ-ју. Након албума уследила је трогодишња дискографска пауза током које су се чланови бенда углавном оријентисали на концерте. У том периоду објавили су једино сингл Swimming with the Kids, а наступали су и као предгрупа на финским концертима бендова Ред хот чили пеперса и Garbage. Током 1998. одржали су око 80 концерата широм Финске, укључујући и наступ у Ice Hall у Хелсинкију.
Албум Into који је снимљен у Стокхолму је објављен 2001. године под покровитељством издавачке куће Playground Music Scandinavia. Паралелно са почетком промо турнеје албума објављени су и синглови F-F-F-Falling (врло брзо остварио платинасти тираж) и Madness. Одличан пријем код публике остварио је и сам албум Into који је у Финској остварио двоструки платинасти тираж. У оквиру промотивне турнеје бенд је одржао бројне концерте по Данској, Шведској и Норвешкој. До краја године албум је објављен на простору целе Скандинавије те за Немачко тржиште. Група је годину окончала са 4 музичке награде Emmy: за групу године, за најбољу рок групу, за албум године и за најбољу песму године (F-F-F-Falling).
Пети студијски албум под називом Dead Letters објављен је 2003. године за тржиште Европе, а годину дана касније и реиздање за тршиште Северне Америке. Албум је урађен у алтернативном рок стилу са примесама алтернативног метала. У новембру 2003. године група је на додели МТВ музичких награда проглашена за најбољи музички састав на подручју Скандинавије. Овај албум се сматра најкомерцијалнијим у историји групе.
Године 2004. вокал групе Лаури Илонен је учествовао као вокал на новом албуму групе Апокалиптика. Током 2005. група је одржала велику турнеју по Јапану, а након повратка у Стокхолм започели су рад на новом албуму. Албум Hide From The Sun је пуштен у продају 12. септембра 2005. а убрзо потом је уследила и велика европска и америчка турнеја.
Током 2005. објављено је и DVD издање Live Letters у коме се налазе инсерти са концерата у Швајцарској, неколико спотова и документарних материјала. У априлу следеће године објављен је и документарни филм о историји групе на финском језику по називом «The Rasmus: Dokumennti».
Последњи албум Black Roses је објављен 24. септембра 2008, а сингл Livin' In A World Without You који је објављен нешто раније (15. септембра) је постигао велики успех.
Компилација Best Of 2001—2009. је објављена новембра 2009. и у њу су укључени највећи хитови групе, укључујући и Лауријев дует са Анет Олзон »October & April«.
Иако је Лаури у марту 2011. објавио соло албум под називом New World то није значило и распад бенда јер је нови албум групе најављен за крај 2011. године.

## Чланови бенда
Постава од 1994 до 1998
- Лаури Илонен – вокал
- Еро Хејнонен – бас гитара
- Паули Рантасалми – гитара
- Јане Хеисканен– бубњеви

Постава од 1998 - до данас
- Лаури Илонен – вокал
- Еро Хејнонен – бас гитара
- Паули Рантасалми – гитара
- Аки Маркус Хакала – бубњеви

## Дискографија

### Албуми
- 1996. — Peep
- 1997. — Playboys
- 1998. — Hell of a Tester
- 2001. — Into
- 2003. — Dead Letters
- 2005. — Hide From The Sun
- 2008. — Black Roses

### Компилације
- 2001. — Hell of a Collection
- 2009. — Best of 2001-2009

### Синглови
- 1995. —
- 1996. —
- 1996. —
- 1997. — Blue
- 1997. — Kola
- 1997. — Playboys
- 1998. — Ice
- 1998. — Liquid
- 1999. — Swimming With The Kids
- 2001. — F-F-F-Falling
- 2001. — Chill
- 2001. — Madness
- 2002. — Heartbreaker/Days
- 2003. — In The Shadows
- 2003. — In My Life
- 2003. — First Day Of My Life
- 2004. — Funeral Song
- 2004. — Guilty
- 2005. — No Fear
- 2005. — Sail Away
- 2006. — Shot
- 2008. — Livin' In A World Without You
- 2009. — Justify
- 2009. — October & April (дует са Анет Олзон)